# Makes No Difference
„Makes No Difference“ je prvním singlem kanadské pop punkové skupiny Sum 41. Pochází z alba Half Hour of Power. Je o překonávání depresivních okamžiků života, vypořádání se s minulostí a apatii k připomínkám a názorům ostatních lidí. Tato skladba se objevila i na několika soundtrackových albech, jako například Bring it On, Out Cold nebo Van Wilder.

## Video
Hlavními postavami videoklipu jsou dva mladíci, kteří se ocitnou sami doma a pozvou k sobě početnou skupinu lidí na koncert Sum 41. Dojde zde však k velkým škodám, například když jeden z návštěvníků začne ostatní kropit ze zahradní hadice, nebo když se jeden mladík rozhodne přejet Sum 41 svým autem a prorazí zeď domu. Video se rovněž proslavilo díky cameu amerického rapera DMX, jež po domě jezdí na motorové čtyřkolce. Ve scéně s melouny se krátce objevuje i bývalý bubeník Avril Lavigne Matt Brann.
Existuje však ještě druhá verze videoklipu, ve které Sum 41 přepadnou s vodními pistolemi pizzérii.

## Makes No Difference v médiích
- Cover verzi skladby od Vinna Lombarda můžeme slyšet ve videohře pro Nintendo DS Elite Beat Agents z roku 2006.
- Skladba hraje na pozadí titulků animovaného snímku Bardock: The Father of Goku.
- Je zahrnuta rovněž ve hrách NHL 2002 a Dave Mirra's Freestyle BMX 2 od EA Sports.
- Pozadí scény s jízdou na snowboardech ve filmu Šílenci na prknech (Cold Out).